# Jungfernbrücke
Jungfernbrücke är den äldsta bevarade bron i Berlin, uppförd 1798 på platsen för en äldre föregångare i trä. Den korsar Spreekanalen där den förbinder gatorna Friedrichsgracht och Oberwasserstrasse/Unterwasserstrasse på östra respektive västra sidan av kanalen. Bron var ursprungligen en av nio likadana klaffbroar men är idag den enda bevarade. Sedan en ombyggnad som avslutades 1939 används bron endast för gångtrafik. Brons svängda former och blygsamma storlek har gjort den till ett populärt motiv för konstnärer och fotograferande turister.

## Historia

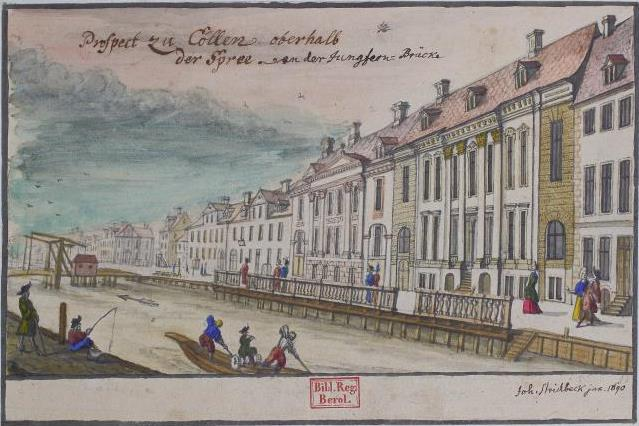
Jungfernbrücke år 1690, teckning av Johann Stridbeck d.y.

### Träbron
Brons föregångare uppfördes troligen under kurfursten Fredrik III:s regering år 1688, enligt krönikören Friedrich Nicolais uppgifter från 1786. Den konstruerades efter ritningar av Martin Grünberg och kallades ursprungligen Spreegassenbrücke. Denna bro var en fallbro i trä över Spreekanalen (Schleusengraben) som förband Friedrichsgracht med Alte Leipziger Strasse, den gamla utfartsvägen åt sydväst genom Leipziger Tor. Namnet Jungfernbrücke är belagt första gången 1690. Efter att en bro kallad Kleine Jungfernbrücke uppförts över Mühlengraben år 1699 kallades den äldre bron även i fortsättningen för Grosse Jungfernbrücke. 
Spreekanalen var fram till färdigställandet av Landwehrkanal 1850 och anläggandet av Mühlendammslussen från 1890 till 1893 den enda trafikerbara vattenvägen genom Berlins innerstad som förband övre och nedre Spree.

### Trä- och järnbron
År 1798 ersattes den gamla träbron med en konstruktion i trä och järn efter ritningar av överhovbyggnadsrådet Friedrich Becherer. Den mellersta delen kunde fortfarande hissas med hjälp av kedjor och hjul för att öppna kanalen för genomfart med större fartyg. Den då uppförda bron är bevarad väsentligen oförändrad till utseendet.

### Renoveringar
Från 1937 till 1939 grävdes flodbädden ut till större djup och de närbelägna slussarna vid Mühlendamm byttes ut. I samband med dessa arbeten fick Jungfernbrücke ett nytt fundament och bropelarna förlängdes med tre meter. Kedjorna fixerades och fällmekanismen kom därigenom att sättas ur funktion. De uppfällbara sidodelarna ersattes av en genomgående broyta med ett balkverk i stål som bar upp en träplankbeläggning. Det västra valvet revs helt och återuppfördes i armerad betong. Kabelkanalerna på båda sidor av bron avlägsnades också. Slutligen ersattes de två ramperna som ledde upp på bron med trappor, vilket ledde till att bron sedan dess endast är tillgänglig för fotgängare. 
År 1954, 1967 respektive 1979 genomfördes större renoveringar för att säkra bevarandet av den historiska bron. 
År 1998 till 1999 genomfördes en renovering i samarbete med Berlins delstatliga myndighet för kulturminnesmärken. Målsättning var att uppnå ett bestående byggnadsverk på ett så autentiskt sätt som möjligt. Alla delar av bron avlägsnades, kontrollerades och renoverades eller byttes ut med historiskt korrekta kopior innan de åter monterades in i bron. Även träplankbeläggningen samt valven av röd Mainsandsten från Miltenberg förnyades. Valven förstärktes med en inre konstruktion i stål. Ombyggnaden kostade sammanlagt 4,1 miljoner mark. Gatubeläggningen förnyades med en stenläggning i historisk stil.

## Konstruktionen
Jungfernbrücke konstruerades med ett sinusformat tvärsnitt med två breda välvda sidoöppningar av olika storlek mellan stranden och bropelarna, den ena 3,60 meter och den andra 6,60 meter. Den mellersta delen är 8,70 meter bredd, med två uppfällbara sidor av vardera 4,20 meters bredd.
Bropelarna och sidoöppningarna är konstruerade i röd sandsten. Portalpelarna är i trä och bär upp rullarna för kedjorna som leder från broklaffarnas ändar över rullar till vinschar. Bågformade kåpor på bropelarna innehåller rullbanorna och ledskenorna för broklaffarna. Kedjorna är försedda med motvikter. 
På båda sidor av bron fanns tidigare böjda kåpor för föring av kablar som behövde korsa kanalen. Dessa markerade sinusformade bågar revs dock och kablarna flyttades till andra sträckningar.  
Sedan den renovering som avslutades 1998 består den mellersta delen av Jungfernbrücke av stålbalkar som bär upp en träbeläggning och döljs av träskydd på sidorna, medan fällmekanismen sedan 1939 års ombyggnad inte längre är i komplett och användbart skick. 

## Brons namn
Det är oklart varifrån brons namn ursprungligen kommer, men det finns olika lokala myter:
- En bad för endast män låg i närheten, så att jungfrurna måste stanna vid bron.
- En bröllopssed där bruden måste korsa bron. Om plankorna knarrade, kunde brudens oskuld ifrågasättas (i verkligheten knarrade alltid plankorna).
- Ett svartsjukemord på en ung kvinna som begicks på eller i närheten av bron.
- Döttrarna till en hugenottisk köpman som bodde i närheten arbetade i ett uthus i närheten av bron med att sy fina underkläder, reparation och tvätt av bårder och spets och sidenstrumpor. De hade det bästa ryktet i hela Berlin, men ännu mer kända var deras vassa tungor. Den som ville ta del av det nyaste skvallret gick till jungfrurna. Varje chockerande nyhet och skandalösa ogrundade rykte kunde härledas tillbaka till jungfrurna vid bron. Därifrån sägs också ett annat smeknamn för bron komma, Klatschbrücke ("skvallerbron").
- Ett tillhåll för lättfotade damer, som höll till på eller vid bron. I närheten fanns Berlins äldsta bordell.
- Två fröknar som bodde på det närbelägna värdshuset Französischer Hof och bjöd ut sina fina handarbeten i en liten bod intill denna bro. Berlinborna benämnde de utländska damerna "jungfrur", man gick alltså till jungfrurna vid bron för att köpa accessoarer.

## I konsten

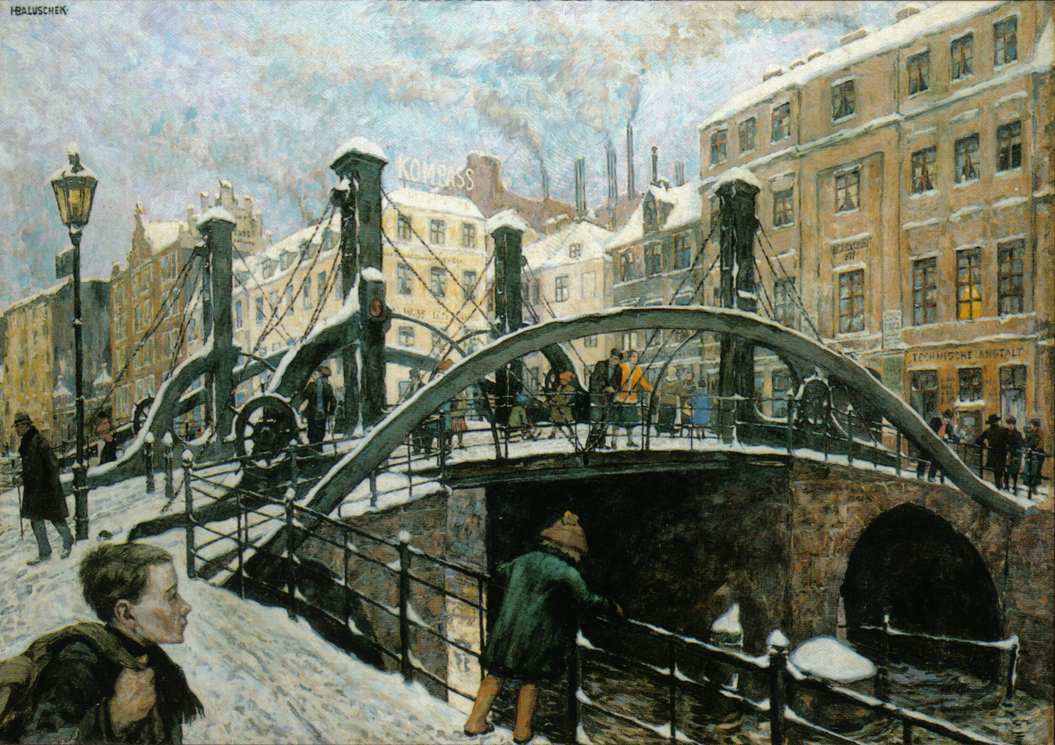
Jungfernbrücke. Målning av Hans Baluschek från omkring 1926. På målningen syns de ursprungliga ramperna som byggdes om till trappor på 1930-talet.

Bron har varit ett populärt motiv i konsten på grund av sina böjda former. 
Östtysklands postverk avbildade Jungfernbrücke på en specialutgåva av frimärken 1985. Ytterligare frimärksserier som gavs ut med anledning av Berlins 750-årsjubileum 1987 hade en teckning av Jungfernbrücke på omslaget. 

## Personer med anknytning till bron
Den i Berlin mycket populäre kompositören Paul Lincke växte upp i närheten av Jungfernbrücke.